# ФК «Крылья Советов» в сезоне 2007
Сезон 2007 — 64-й сезон «Крыльев Советов».

## Турнирное положение
|                   |     | Команда        | Очки | И  | В  | Н  | П  | ГЗ | ГП | +/- |                         |
| ----------------- | --- | -------------- | ---- | -- | -- | -- | -- | -- | -- | --- | ----------------------- |
| Чемпион           | 1.  | Зенит          | 61   | 30 | 18 | 7  | 5  | 54 | 32 | +22 | Лига чемпионов гр. этап |
| Серебряный призёр | 2.  | Спартак (М)    | 59   | 30 | 17 | 8  | 5  | 50 | 30 | +20 | Лига чемпионов 3-й КвР  |
| Бронзовый призёр  | 3.  | ЦСКА           | 53   | 30 | 14 | 11 | 5  | 43 | 24 | +19 | Кубок УЕФА              |
|                   | 4.  | Москва         | 52   | 30 | 15 | 7  | 8  | 40 | 32 | +8  | Кубок Интертото *       |
|                   | 5.  | Сатурн         | 45   | 30 | 11 | 12 | 7  | 34 | 28 | +6  | *                       |
|                   | 6.  | Динамо         | 41   | 30 | 11 | 8  | 11 | 37 | 35 | +2  |                         |
|                   | 7.  | Локомотив      | 41   | 30 | 11 | 8  | 11 | 39 | 42 | -3  |                         |
|                   | 8.  | Амкар          | 41   | 30 | 10 | 11 | 9  | 30 | 27 | +3  |                         |
|                   | 9.  | Химки          | 37   | 30 | 9  | 10 | 11 | 32 | 33 | -1  |                         |
|                   | 10. | Рубин          | 35   | 30 | 10 | 5  | 15 | 31 | 39 | -8  |                         |
|                   | 11. | Томь           | 35   | 30 | 8  | 11 | 11 | 37 | 35 | +2  |                         |
|                   | 12. | Спартак (Нч)   | 33   | 30 | 8  | 9  | 13 | 29 | 38 | -9  |                         |
|                   | 13. | Крылья Советов | 32   | 30 | 8  | 8  | 14 | 35 | 46 | -11 |                         |
|                   | 14. | Луч-Энергия    | 32   | 30 | 8  | 8  | 14 | 26 | 39 | -13 |                         |
|                   | 15. | Кубань         | 32   | 30 | 7  | 11 | 12 | 27 | 38 | -11 | Вылет в первый дивизион |
|                   | 16. | Ростов         | 18   | 30 | 2  | 12 | 16 | 18 | 44 | -26 | Вылет в первый дивизион |

Итоговая таблица турнира дублирующих составов

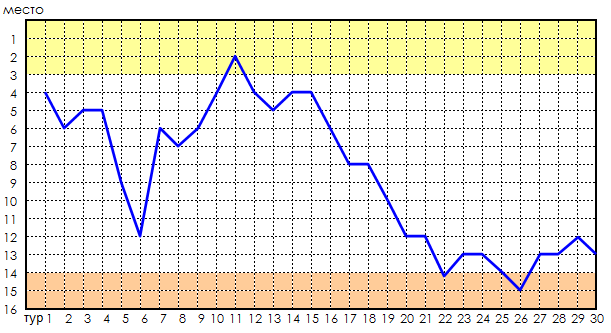

|     | Команда        | Очки | И  | В  | Н  | П  | ГЗ | ГП | +/- |
| --- | -------------- | ---- | -- | -- | -- | -- | -- | -- | --- |
| 1.  | Спартак М      | 63   | 30 | 19 | 6  | 5  | 73 | 30 | +43 |
| 2.  | ЦСКА           | 59   | 30 | 18 | 5  | 7  | 50 | 27 | +23 |
| 3.  | Кубань         | 50   | 30 | 15 | 5  | 10 | 55 | 48 | +7  |
| 4.  | Локомотив      | 48   | 30 | 13 | 9  | 8  | 51 | 38 | +13 |
| 5.  | Рубин          | 47   | 30 | 14 | 5  | 11 | 48 | 40 | +8  |
| 6.  | Спартак Нч     | 46   | 30 | 12 | 10 | 8  | 48 | 34 | +14 |
| 7.  | Крылья Советов | 45   | 30 | 12 | 9  | 9  | 50 | 42 | +8  |
| 8.  | Сатурн         | 43   | 30 | 12 | 7  | 11 | 40 | 41 | -1  |
| 9.  | Ростов         | 40   | 30 | 12 | 4  | 14 | 41 | 50 | -9  |
| 10. | Амкар          | 37   | 30 | 10 | 7  | 13 | 36 | 42 | -6  |
| 11. | Москва         | 37   | 30 | 10 | 7  | 13 | 32 | 39 | -7  |
| 12. | Зенит          | 36   | 30 | 9  | 9  | 12 | 34 | 43 | -9  |
| 13. | Томь           | 33   | 30 | 7  | 12 | 11 | 37 | 45 | -8  |
| 14. | Луч-Энергия    | 28   | 30 | 7  | 7  | 16 | 19 | 47 | -28 |
| 15. | Динамо         | 24   | 30 | 5  | 9  | 16 | 26 | 45 | -19 |
| 16. | Химки          | 24   | 30 | 5  | 9  | 16 | 35 | 64 | -29 |

## Состав
| №  |               | Поз. | Имя                  | Год рождения |
| -- | ------------- | ---- | -------------------- | ------------ |
| 1  | Флаг Украины  | Вр   | Ярослав Годзюр       | 1985         |
| 31 | Флаг Чили     | Вр   | Эдуардо Лобос        | 1981         |
| 2  | Флаг России   | Защ  | Максим Будников      | 1983         |
| 3  | Флаг Бразилии | Защ  | Силва Леилтон        | 1982         |
| 4  | Флаг Польши   | Защ  | Кшиштоф Лагиевка     | 1983         |
| 5  | Флаг России   | Защ  | Тимур Битоков        | 1984         |
| 14 | Флаг Камеруна | Защ  | Серж Бранко¹         | 1980         |
| 16 | Флаг Бразилии | Защ  | Педру Энрике Ботельо | 1987         |
| 22 | Флаг ЮАР      | Защ  | Мэттью Бут²          | 1977         |
| 25 | Флаг Словении | Защ  | Суад Филекович       | 1978         |
| 35 | Флаг России   | Защ  | Александр Черненко   | 1987         |
| 50 | Флаг Камеруна | Защ  | Бенуа Ангбва         | 1982         |
| 69 | Флаг России   | Защ  | Азамат Засеев        | 1988         |
| 6  | Флаг Колумбии | ПЗ   | Хуан Карлос Эскобар  | 1982         |
| 7  | Флаг России   | ПЗ   | Антон Бобёр          | 1982         |

| №  |                           | Поз. | Имя                   | Год рождения |
| -- | ------------------------- | ---- | --------------------- | ------------ |
| 8  | Флаг России               | ПЗ   | Олег Трифонов         | 1981         |
| 9  | Флаг Беларуси             | ПЗ   | Денис Ковба³          | 1979         |
| 19 | Флаг Беларуси             | ПЗ   | Алексей Сквернюк³     | 1985         |
| 20 | Флаг Грузии               | ПЗ   | Давид Муджири         | 1978         |
| 23 | Флаг России               | ПЗ   | Евгений Калешин       | 1978         |
| 24 | Флаг России               | ПЗ   | Сергей Кузнецов       | 1986         |
| 26 | Флаг России               | ПЗ   | Александр Швецов      | 1980         |
| 53 | Флаг КНДР                 | ПЗ   | Цой Мин Хо            | 1988         |
| 11 | Флаг Колумбии             | Нап  | Карлос Дарвин Кинтеро | 1987         |
| 13 | Флаг России               | Нап  | Алексей Медведев      | 1977         |
| 17 | Флаг России               | Нап  | Дмитрий Васильев      | 1979         |
| 18 | Флаг России               | Нап  | Игорь Шевченко        | 1985         |
| 33 | Флаг России               | Нап  | Иван Шпаков           | 1986         |
| 75 | Флаг Боснии и Герцеговины | Нап  | Марко Топич           | 1976         |

¹ Серж Бранко имеет гражданство Камеруна и Франции

² Мэтью Бут имеет гражданство ЮАР и Великобритании

³ Денис Ковба и Алексей Сквернюк имеют гражданство Беларуси и России

### Изменения в составе
| Пришли             | Из клуба          |
| ------------------ | ----------------- |
| з Тимур Битоков    | Спартак (Нальчик) |
| з Максим Будников  | Мордовия          |
| з Силва Леилтон    | → Шинник          |
| п Олег Трифонов    | Зенит             |
| п Александр Швецов | Юрмала            |
| н Игорь Шевченко   | Анжи              |
| н Иван Шпаков      | → Шинник          |

| Ушли                 | В клуб           |
| -------------------- | ---------------- |
| н Баба Адаму         | Сакарьяспор      |
| п Пётр Немов         | Сатурн           |
| п Сергей Виноградов  | Ростов           |
| п Андрей Канчельскис | завершил карьеру |
| з Флорин Шоавэ       | Спартак          |
| п Андрей Гусин июнь  | Сатурн           |

В период дозаявок лето 2007:
| Пришли                   | Из клуба           |
| ------------------------ | ------------------ |
| з Евгений Калешин        | Томь (Томск)       |
| з Хуан Карлос Эскобар    | Депортес Толима    |
| з Карлос Дарвин Кинтеро  | Депортес Толима    |
| п Сергей Кузнецов *      | Локомотив (Москва) |
| з Педру Энрике Ботельо * | Ветра (Вильнюс)    |

| Ушли                | В клуб |
| ------------------- | ------ |
| п Махач Гаджиев     | Сатурн |
| в Александр Макаров | Сатурн |

* На правах аренды.

### Статистика
| Игрок      | Игр       | Голов     | Предупреждён | Red card  | ВЗ        | БЗ        | Игр   | Голов | Предупреждён | Red card | ВЗ    | БЗ    |
|            | Чемпионат | Чемпионат | Чемпионат    | Чемпионат | Чемпионат | Чемпионат | Кубок | Кубок | Кубок        | Кубок    | Кубок | Кубок |
| Ангбва     | 23        |           | 5            |           | 1         | 2         | 4     | 0     |              |          |       |       |
| Битоков    | 1         |           |              |           |           | 1         |       | 0     |              |          |       |       |
| Бобёр      | 28        | 4         | 5            |           | 2         | 6         | 3     | 2     |              |          |       |       |
| Ботельо    | 1         |           |              |           |           | 1         |       | 0     |              |          |       |       |
| Бранко     | 27        | 3         | 7            | 2         |           | 2         | 4     | 0     | 2            |          |       |       |
| Будников   | 5         |           |              |           | 3         |           | 2     | 0     |              |          | 1     |       |
| Бут        | 28        | 2         | 7            | 1         |           |           | 3     | 0     | 2            |          |       |       |
| Васильев   | 5         |           |              |           | 5         |           | 3     | 0     | 1            |          | 2     | 1     |
| Гаджиев    | 9         |           | 3            |           | 4         | 2         | 2     | 0     | 1            |          |       |       |
| Гусин      |           |           |              |           |           |           | 2     | 0     |              |          |       | 1     |
| Засеев     |           |           |              |           |           |           | 1     | 0     | 1            |          |       |       |
| Калешин    | 10        |           | 2            |           |           | 2         |       | 0     |              |          |       |       |
| Кинтеро    | 11        | 1         | 2            |           | 8         | 3         |       | 0     |              |          |       |       |
| Ковба      | 28        |           | 1            |           | 3         | 5         | 4     | 0     |              |          | 1     | 1     |
| Кузнецов   | 9         |           |              |           |           | 6         |       | 0     |              |          |       |       |
| Лагиевка   | 28        | 1         | 3            |           |           | 2         | 4     | 0     | 1            |          |       |       |
| Леилтон    | 13        |           |              |           | 12        | 1         | 3     | 0     |              |          | 1     | 2     |
| Лобос      | 15        | (-23)     | 2            |           |           |           | 2     | (-2)  |              |          | 1     |       |
| Макаров    | 15        | (-23)     | 1            |           |           |           | 4     | (-4)  | 1            |          |       | 1     |
| Медведев   | 29        | 4         | 5            |           | 7         | 4         | 3     | 0     | 2            |          |       | 1     |
| Муджири    | 26        | 9         | 7            |           | 5         | 17        | 3     | 0     |              |          | 2     | 1     |
| Сквернюк   | 21        | 1         | 2            |           | 3         | 11        | 2     | 0     | 1            |          | 1     | 1     |
| Топич      | 26        | 7         | 5            |           | 4         | 10        | 4     | 1     | 1            |          | 1     | 2     |
| Трифонов   | 8         | 1         |              | 1         | 4         | 3         | 1     | 0     |              |          |       |       |
| Филекович  | 6         |           |              |           | 3         |           | 2     | 0     |              | 1        |       |       |
| Цой Мин Хо |           |           |              |           |           |           | 1     | 0     | 1            |          |       |       |
| Черненко   |           |           |              |           |           |           | 1     | 0     |              |          |       |       |
| Швецов     | 15        | 1         | 3            |           | 8         | 3         | 4     | 0     |              |          | 3     |       |
| Шевченко   | 14        | 1         |              |           | 9         | 4         | 5     | 0     | 1            |          |       | 1     |
| Шпаков     | 6         |           |              |           | 6         |           | 1     | 0     |              |          |       | 1     |
| Эскобар    | 11        |           |              |           | 1         | 3         |       | 0     |              |          |       |       |

ВЗ — выходил на замену

БЗ — был заменен

## Руководство
- Главный тренер — Сергей Оборин (по август); Александр Тарханов (август—ноябрь)
- Тренеры — Ладейщиков Вячеслав Иванович, Кухлевский Владимир Александрович, Шинкаренко Игорь Владимирович
- Тренер вратарей — Юрий Шишкин
- Президент клуба — Барановский Александр Петрович
- Вице-президент клуба — Соловьев Александр Николаевич
- Генеральный директор — Гроховский Олег Валентинович
- Заместитель генерального директора — Шашков Виталий Валентинович
- Начальник команды — Репин Валерий Александрович
- Начальник службы безопасности — Хусаинов Тагир Измайлович
- Пресс-атташе — Съестнов Максим Владимирович

## Январь
- 9 января Сергей Оборин представил новый тренерский штаб команды: новые тренеры Игорь Шинкаренко, Вячеслав Ладейщиков, Федор Плотников.

Тренером вратарей остался Юрий Шишкин.
Врачом команды назначен Кюри Чачаев, помогать ему будет Олег Попов, работавший до этого с дублем.
Стало известно, что Пётр Немов перешёл в «Сатурн». 
- 14 января — после медосмотра и нескольких тренировок в Москве команда приехала на первый сбор в Турцию.
- 17 января — первый контрольный матч с командой «Кривбасс» (Кривой Рог), окончился поражением 0:1.
- 20 января — вторая игра с  «Зимбру» , 0:0 .
- 22 января — прошло заседание Комиссии Российского Футбольного Союза по рассмотрению заявок клубов Премьер-лиги, на котором «Крылья Советов» успешно прошли лицензирование и получили право на участие в чемпионате России 2007 года.

Так же в этот день стало известно, что Антон Бобер заключил на два года новый контракт и продолжит выступать за Крылья.
- 24 января — «Крылья Советов» — «Карпаты» (Львов) — 1:2. Контрольный матч. Белек. Турция.

Мэтью Бут заключил с футбольным клубом «Крылья Советов» новый контракт сроком на два года.
- 27 января — «Крылья Советов» — «Висла» (Краков) — 1:2 (1:1). Контрольный матч. Белек. Турция.
- 28 января — «Крылья Советов» — «Иртыш» (Павлодар) — 1:0 (0:0). Контрольный матч. Белек. Турция.
- 29 января — «Крылья Советов» — «Заря» — 1:0 (0:0). Контрольный матч. Белек. Турция.

## Февраль
- 6 февраля — «Крылья Советов» (Самара) — «Университатя» (Крайова) — 1:0. Контрольный матч. Кипр. Айа-Напа.
- 8 февраля — «Крылья Советов» — «Оцелул» — 0:1. Контрольный матч. Кипр. Айа-Напа.

Сквернюк подписал новый контракт на два года.
- 12 февраля — «Крылья Советов» — «Нафтекс» — 3:0. Контрольный матч.
- 14 февраля — «Крылья Советов» — «Шериф» — 1:1 (0:1). Контрольный матч. Кипр. Айа-Напа.
- 15 февраля — трехгодичные конракы с Крыльями заключили Александр Швецов и Максим Будников.
- 15 февраля — в первый отведенный РФПЛ день для заявки «Крыльев Советов» заявили 22 футболиста:
  - Вратари: № 1 — Годзюр, № 21 — Макаров, № 31 — Лобос.
  - Защитники: № 2 — Будников, № 4 — Лагиевка, № 3 — Леилтон, № 14 — Бранко, № 22 — Бут, № 25 — Филекович, № 50 — Ангбва.
  - Полузащитники: № 7 — Бобер, № 9 — Ковба, № 10 — Гаджиев, № 15 — Гусин, № 19 — Сквернюк, № 20 — Муджири, № 26 — Швецов.
  - Нападающие: № 13 — Медведев, № 17 — Васильев, № 18 — Шевченко, № 33 — Шпаков, № 75 — Топич.
- 16 февраля команда выбрала своим капитаном Андрея Гусина, а вице-капитанами сразу четыре футболиста: Антона Бобера, Мэттью Бута, Александра Макарова и Давида Муджири.
- 18 февраля — 1/8 финала Кубка России 2006/07 — ЦСКА — Крылья Советов — 0:0. Игра проходила во Владикавказе, хотя номинальными хозяевами были московские армейцы.

| 18 февраля, 2007 -2°C | \| ЦСКА \| 0:0 \| Крылья Советов \| | Стадион: Спартак, Владикавказ Зрителей: 5000 Судья: Евстигнеев (Королев) |
| · ЦСКА: Акинфеев, Шемберас (Красич, 62'), Игнашевич, Березуцкий В., Григорьев, Жо, Жирков, Дуду (Рамон, 73'), Алдонин (Эркин, 85'), Рахимич, Карвалью · Крылья Советов: Макаров, Леилтон (Сквернюк, 60'), Лагиевка, Бранко, Бут, Ангбва, Ковба, Гусин, Медведев (Швецов, 89'), Шевченко, Топич (Муджири, 78') · Топич, 11' (неспорт. поведение)(КС), Шемберас, 35' (грубая игра)(Ц), Медведев, 41' (грубая игра)(КС), Алдонин, 42' (грубая игра)(Ц), Бут, 53' (грубая игра)(КС), Бранко, 57' (грубая игра)(КС), Григорьев, 69' (грубая игра)(Ц), Красич, 76' (неспорт. поведение)(Ц), Сквернюк, 78' (грубая игра)(КС), Рамон, 82' (грубая игра)(Ц) |                                     |                                                                          |
| ЦСКА | 0:0                                 | Крылья Советов                                                           |

- 20 февраля — Тимур Битоков бывший игрок нальчикского Спартака заключил с Крыльями контракт на 5 лет.
- 26 февраля — 1/8 финала Кубка России 2006/07 — Крылья Советов победили ЦСКА — 2:0 и вышли в 1/4 финала. Игра проходила в Москве, хотя Крылья были номинальными хозяевами. Руководство обеспечило желающих поболеть за Крылья бесплатными билетами на гостевую трибуну Лужников.

## Март
- 5 марта — Крылья Советов — «МТЗ-РИПО» — 0:0. Контрольный матч. Белек. Турция.
- 7 марта — заявлены ещё 2 игрока: Тимур Битоков и арендованный у Зенита Олег Трифонов.
- 10 марта — 1 тур Чемпионата России по футболу 2007

Единственный гол в матче Игоря Шевченко принёс «Крыльям Советов» победу над дебютантом российской премьер-лиги подмосковными «Химками». На 27-й минуте, после длинной передачи Сержа Бранко, мяч от головы защитника отскочил на Шевченко, который сначала ударом с правой попал в защитника, но затем красивым ударом с левой отправил отскочивший обратно мяч в дальний угол. Однако большую часть времени территориальной и игровой инициативой владели «Химки». Самарцы отвечали острыми контратаками, одна из которых чуть не закончилась голом, когда на 85-й минуте вдоль ворот простреривал Топич, но Медведев не попал по мячу.
| 10 марта, 2007 16:00 | \| Крылья Советов \| 1:0 (1:0) \| Химки \| \| Шевченко, 27' \| Голы \| \| | Стадион: Металлург, Самара Зрителей: 19 000 Судья: Сергей Тимофеев |
| · Крылья Советов: Макаров, Ангбва, Лагиевка, Бут, Бранко, Бобёр (Шпаков, 86'), Ковба, Муджири (Швецов, 70'), Шевченко (Сквернюк, 79'), Топич, Медведев · Химки: Березовский, Орлов (Житников, 82'), Степанов, Тривунович, Йованович, Парфёнов, Н. Чех (Архипов, 64'), Воробьёв, Тихонов, Антипенко, Блатняк · Бранко (КС) 25', Тихонов (Х) 30' |                                                                           |                                                                    |
| Крылья Советов | 1:0 (1:0)                                                                 | Химки                                                              |
| Шевченко, 27' | Голы                                                                      |                                                                    |

- 14 марта — пятеро игроков «Крыльев Советов» получили приглашения в национальные сборные своих стран:

Давид Муджири в сборную Грузии, Денис Ковба в команду Беларуси, Суад Филекович в сборную Словении, Бенуа Ангбва в сборную Камеруна и
Эвалдас Разулис в Молодежную сборную Литвы.
- 17 марта — 2 тур Чемпионата России по футболу 2007

Нулевая ничья стала справедливым исходом матча, который прошёл в равной борьбе. Обе команды были аккуратны в обороне и создали очень мало голевых моментов у ворот соперника. В первом тайме несколько раз мог отличиться спартаковец Рикардо и самарец Муджири, нанёсший дальний удар. Во втором тайме спартаковцы немного активизировались, к концу тайма провели несколько опасных атак, после одной из которых только Бут, вынесший мяч с линии ворот, спас «Крылья». Болельщикам игра запомнилась несколькими курьёзными моментами: сначала Топич догнал Егорова и показал ему жёлтую карточку, которую тот случайно обронил, а на 67−й минуте на поле выбежал болельщик, которого быстро и довольно грубо схватили милиционеры.
| 17 марта, 2007 16:00 | \| Спартак Н \| 0:0 \| Крылья Советов \| | Стадион: Спартак, Нальчик Зрителей: 13 600 Судья: Игорь Егоров |
| · Спартак Н: Сидельников, Ятченко (Попов, 90'), Евсиков, Шумейко, Амисулашвили, Гвазава, Пилипчук (Роденков, 84'), Файзулин, Машуков, Ланько (Мартынов, 70'), Рикардо · Крылья Советов: Макаров, Лагиевка (Филекович, 62'), Бранко, Бут, Ангбва, Бобер, Ковба, Муджири (Швецов, 75'), Медведев, Шевченко (Гаджиев, 67'), Топич · Пилипчук (С) 4', Муджири (КС) 23', Ангбва (КС) 26', Гвазава (С) 76', Попов (С) 90+4', Макаров (КС) 90+4' |                                          |                                                                |
| Спартак Н | 0:0                                      | Крылья Советов                                                 |

- 26 марта — Контрольный матч. Турция. Белек

Во время паузы в чемпионате, вызванной играми сборных, «Крылья» на неделю отправились в Турцию, где состоялся один товарищеский матч с «Рубином» закончившийся победой казанцев 2:3.
К этой игре в лагерь Крыльев Советов из Белорусской сборной вернулся Денис Ковба, но на поле он не выходил. Возвращение футболистов в Самару запланировано на 29 марта.

| 26 марта, 2007 | \| Крылья Советов \| 2:3 (1:1) \| Рубин \| \| Бут, 39 Гаджиев, 79 \| Голы \| Паунович, 10, 42 Гицелов, 85 \| | Белек                        |
| Крылья Советов: Макаров (Лобос, 46), Битоков, Бут, Будников (Лагиевка, 46), Сквернюк (Леилтон, 46), Шпаков (Гаджиев, 46), Бобер (Шевченко, 46), Швецов, Трифонов, Медведев, Топич (Васильев, 46) Рубин: Харчик, Жан, Габриэль (Климов, 75), Синев, Нестеренко (Гильмуллин, 46), Нобоа (Сан Кью Кан, 82), Гицелов, Фабиу Фелисиу (Киреев, 68), Базаев (Волков, 60), Аюпов (Рязанцев, 46), Паунович (Яркин, 46). | |                              |
| Крылья Советов | 2:3 (1:1) | Рубин                        |
| Бут, 39 Гаджиев, 79 | Голы | Паунович, 10, 42 Гицелов, 85 |

- 31 марта — 3 тур Чемпионата России по футболу 2007

Матч обещал быть интересным. К 3-третьему туру «Москва» шла на первом месте и хотела победы чтобы сохранить единоличное лидерство, «Крылья» же попытались взять реванш за прошлогоднее домашнее поражение со счётом 0:4. В этом сезоне «Крыльев Советов» не пропускали в свои ворота в официальных матчах (3 игры чемпионата и две кубковые встречи).
На 18-й минуте Семак на правом фланге сыграл с Адамовым встенку и вышел один на один с Макаровым, но не смог попасть по мячу. Следующие десять минут игра проходит по большей части в центре поля. Команды обостряют игру дальними ударами. На 29-й минуте Медведев пробивает по воротам «Москвы», но удар получился несильным и Жевнов легко его парировал.
На 36-й минуте Барриентос толкает в спину Бранко, который вместе с мячом улетает за бровку за что получает жёлтую карточку. На 39-й минуте Барриентос опасно вышел на ворота по центру, но в последнюю секунду защита самарцев забрала мяч. В конце первого тайма отметились Гаджиев пробивший по воротам москвичей и Бракамонте пробивший головой после подачи углового.
На 57-й минуте Бракамонте получил предупреждение за то, что встал перед мячом и мешал Бранко пробить штрафной.
На 66-й минуте «Москва» дважды пробивала опасный штрафной. Гаджиев получил предупреждение за то, что раньше времени выбежал из стенки. На 75 минуте Бракамонте уже имевший одну жёлтую карточку грубо сбил самарца Швецова, подбежавший судья достал карточку и почему-то показал её Семаку. На 81 минуте судья отменил гол Топича в ворота «Москвы».
Конец встречи «Крылья» провели в непрерывных атаках, но забить не смогли, а на 92-й минуте Крунич опасно пробил выше ворот Макарова.
| 31 марта, 2007 16:00 | \| Крылья Советов \| 0:0 \| Москва \| | Стадион: Металлург, Самара Зрителей: 22500 Судья: Станислав Сухина |
| · Крылья Советов: Макаров, Ангбва, Лагиевка, Бут, Бранко, Гаджиев, Бобёр (Васильев, 80), Медведев, Семак, Ковба (Швецов, 71), Трифонов (Шевченко, 46), Топич · Москва: Жевнов, Годунок, Барриентос (Горавски, 90), Ребежа, Быстров (Крунич, 82), Стойка, Семак, Бракамонте, Адамов, Кузьмин, Окоронкво · Баррьентос (М) 36', Бракамонте (М) 58', Медведев (КС) 65', Гаджиев (КС) 66', Семак (М) 75', Швецов (КС) 78' |                                       |                                                                    |
| Крылья Советов | 0:0                                   | Москва                                                             |

## Апрель
- 1 апреля — На главной странице официального сайта «Крыльев Советов» появилась новость:

Из-за того, что Россия до предела усложнила для граждан Грузии получение въездных виз, Давид Муджири пропустил часть подготовительного периода, а вчера не смог принять участие в матче с «Москвой». К счастью, в ближайшее время злоключения талантливого полузащитника должны закончиться. Новый президент Туркменистана Гурбангулы Бердымухамедов пообещал лично вручить Муджири паспорт своей страны, который дает право безвизового въезда на территорию России.
— Я с детства болел за «Крылья», и не случайно ваш сайт является одним из немногих, разрешенных для доступа туркменскими * пользователями Интернет, сказал Бердымухаммедов www.KC-CAMAPA.ru. — Узнав о проблемах Муджири, я тут же принял решение помочь одному из моих любимых футболистов «Крыльев». Считаю, что политики вообще должны делать все для сближения людей во всем мире, а не возводить между ними искусственные барьеры.

В понедельник курьерская почта DHL доставит туркменский паспорт Муджири прямо в Тбилиси. Разумеется, полузащитник «Крыльев» сохранит и грузинское гражданство.
Конечно это был ставший уже традиционным первоапрельский розыгрыш от администраторов сайта, но многие попались, так как вымысел в нём совмещен с правдой. У Давида Муджири действительно возникли проблемы с возвращением в Самару (хотя его партнеры по сборной Грузии играющие в российских клубах вернулись без проблем).
И только 4 апреля Давид смог получить визу.

Решить эту проблему было совсем непросто. Мне пришлось добиваться аудиенции на уровне заместителя министра иностранных дел для того, чтобы наш футболист смог получить рабочую визу. К счастью, все его мытарства наконец-то завершены. Давид получил рабочую визу и больше проблем с возвращением в Россию после отлучек в сборную у него не будет.
— сказал президент ФК «Крылья Советов» Александр Барановский сайту www.KC-CAMAPA.ru.
- 4 апреля — 1/4 финала Кубка России 2006/07 — «Москва» — «Крылья Советов»

Годунок на 26 минуте забил в свои ворота и сравнял счёт
| 4 апреля, 2007 +7°C | \| Москва \| 3:2 (1:1) \| Крылья Советов \| \| Адамов '20 Крунич, 84' Баррьентос , 90' \| Голы \| Годунок, 26' (автогол) Бобер, 87' (с пенальти) \| | Стадион: Ст. им. Стрельцова Зрителей: 2000 Судья: Гончар (Сочи) |
| Москва: Жевнов, Губник (Крунич, 67'), Окоронкво, Годунок, Кузьмин, Горавски (Чижек, 71'), Ребежа, Семак, Баррьентос, Бракамонте, Адамов (Голубов, 78') · Крылья Советов: Макаров, Ангбва, Лагиевка, Филекович, Бранко, Гаджиев, Бобер, Швецов, Сквернюк (Ковба, 70), Шевченко (Топич, 73), Васильев (Будников, 65) · Окоронкво, 4' (грубая игра)(М), Филекович, 42' (срыв атаки)(КС), Васильев, 49' (неспорт. поведение), Лагиевка, 66' (неспорт. поведение)(КС), Ребежа, 88' (систематическое нарушение правил)(М), Макаров, 90' (неспорт. поведение)(КС) · Филекович, 61' (срыв атаки) | |                                                                 |
| Москва | 3:2 (1:1) | Крылья Советов                                                  |
| Адамов '20 Крунич, 84' Баррьентос , 90' | Голы | Годунок, 26' (автогол) Бобер, 87' (с пенальти)                  |

- 6 апреля — «Крылья Советов» подали официальный протест в ЭСК на судейство Александра Гончара в первом матче 1/4 кубка России. Тренерский штаб «Крыльев» указал шесть эпизодов, повлиявших на исход матча.
- 7 апреля 4 тур Чемпионата России по футболу 2007 «Сатурн» — «Крылья Советов»

В первом тайме «Крылья Советов» имели подавляющее преимущество. Первый гол самарцев, забитый Медведевым на 16-й минуте, не был засчитан из-за положения вне игры. На 28 минуте «Крылья» открыли счёт: Бобёр догнал мяч возле углового флажка и сделал прострел вдоль ворот, Давид Муджири с 4 метров поразил ворота хозяев. В концовке первого тайма самарцы имели ещё один голевой момент, но хорошо сыграл вратарь Кински. Во втором тайме игра команд перестроилась. «Сатурн», перешедший на схему 3-5-2, начал больше атаковать. На 80 минуте Топич выходил один на один с вратарем, но был сбит Шиллой, который получил жёлтую карточку, хотя эпизод трактуется правилами как «фол последней надежды». Под занавес матча самарцы полностью отдали инициативу сопернику, и на последней минуте основного времени «Сатурну» удалось отыграться: Кириченко с линии штрафной пробил точно в угол ворот Макарова.
| 7 апреля, 2007 16:00 | \| Сатурн \| 1:1 (0:1) \| Крылья Советов \| \| Кириченко, 90'+ \| Голы \| Муджири, 28' \| | Стадион: Сатурн, Раменское Зрителей: 7 800 Судья: Александр Гвардис |
| · Сатурн: Кински, Петраш (Немов, 61'), Дюрица, Шилла, Игонин, Вукчевич, Чеснаускис, Каряка, Гогуа, Кириченко, Лебеденко (Якубко, 61') · Крылья Советов: Макаров, Лагиевка, Бранко, Бут, Ангбва (Будников, 77'), Бобёр, Ковба, Гаджиев, Муджири (Швецов, 74'), Медведев, Топич (Васильев, 89') · Бут (КС) 35', Лебеденко (С) 55', Шилла (С) 80', Кириченко (С) 89' · Бранко (КС) 71', 90'+ |                                                                                           |                                                                     |
| Сатурн | 1:1 (0:1)                                                                                 | Крылья Советов                                                      |
| Кириченко, 90'+ | Голы                                                                                      | Муджири, 28'                                                        |

- 12 апреля — «Крыльям Советов» исполнилось 65 лет
- 14 апреля — 5 тур Чемпионата России по футболу 2007 «Крылья Советов» — «Ростов»

Ближе к середине первого тайма, хозяева, преодолев стартовый натиск «Ростова», организовали собственную атаку и заработали право на штрафной метрах в двадцати от ворот. Штрафной удар исполнил Давид Муджири, Близнюк мяч не удержал и подоспевший Топич сыграл на добивание. Впрочем, гол не был засчитан, по причине нахождения боснийца в офсайде. Гол состоялся только на 82-й минуте, да и то в противоположную сторону. Во время подачи углового, игроки «Крыльев» оставили без присмотра Каньенду, который преспокойно отправил мяч в сетку. Благодаря голу, ростовчане одержали первую победу в чемпионате и ушли с последней строчки в таблице. В целом матч изобиловал грубостью, сторонам было предъявлено 8 жёлтых карточек, из-за травм покинули поле самарец Денис Ковба и вратарь «Ростова» Илья Близнюк.
| 14 апреля, 2007 16:00 | \| Крылья Советов \| 0:1 (0:0) \| Ростов \| \| \| Голы \| Каньенда, 82' \| | Стадион: Металлург, Самара Зрителей: 15 000 Судья: Алексей Сергеев |
| · Крылья Советов: Макаров, Филекович, Бут, Ангбва (Васильев, 87'), Лагиевка, Гаджиев, Бобёр, Муджири (Шевченко, 63'), Ковба (Швецов, 45'), Медведев, Топич · Ростов: Близнюк (Герус, 87'), Вьештица, Могилевский, Крушчич, Бендзь, Калачёв, Бочков, Данцев (Бурченко, 56'), Осинов, Виноградов (Омельянчук, 80'), Каньенда · Топич(КС) 21', Муджири (КС) 47', Могилевский (Р) 49', Бочков (Р) 59', Гаджиев (КС) 84', Бендзь (Р) 84', Близнюк (Р) 84', Калачёв (Р) 90' |                                                                            |                                                                    |
| Крылья Советов | 0:1 (0:0)                                                                  | Ростов                                                             |
| | Голы                                                                       | Каньенда, 82'                                                      |

- 16 апреля — Владислав Вячеславович Шестаков назначен на должность заместителя генерального директора клуба по информационной политике.
- 17 апреля — Андрей Гусин прилетел из Германии, где находился на лечении после нескольких операций.
- 18 апреля — 1/4 финала Кубка России 2006/07 — «Крылья Советов» — «Москва»

| 18 апреля, 2007 +12°C | \| Крылья Советов \| 0:2 (0:1) \| Москва \| \| \| Голы \| Губник, 35' Крунич, 84' Бракамонте , 87' \| | Стадион:Металлург Зрителей: 11000 Судья: Малый (Волгоград) |
| Москва: Жевнов, Кузьмин, Годунок, Окоронкво, Губник, Епуряну, Баррьентос (Крунич, 71'), Семак, Горавски (Чижек, 78'), Бракамонте (Голубов, 90'), Адамов · Крылья Советов: Макаров (Лобос, 46'), Ангбва, Бут, Лагиевка, Бранко, Ковба (Васильев, 74'), Муджири (Швецов, 68'), Бобер, Шевченко, Медведев, Топич Шевченко (КС) (симуляция) 26' , Горавски(М) (неспортивное поведение) 35', Окоронкво (грубая игра)(М) 46', Бранко (неспортивное поведение) 90' | |                                                            |
| Крылья Советов | 0:2 (0:1)                                                                                             | Москва                                                     |
| | Голы                                                                                                  | Губник, 35' Крунич, 84' Бракамонте , 87'                   |

- 22 апреля — 6 тур Чемпионата России по футболу 2007 «Спартак М» — «Крылья Советов»

По причине травм в «Спартаке» на поле в этом матче не смогли выйти ряд игроков основы, поэтому в нападение и полузащиту были отряжены недавние дебютанты. Спартаковская молодёжь не ударила в грязь лицом, хотя во втором тайме на действиях молодым игроков определённо сказывалась усталость. «Спартак» забил быстрый гол на десятой минуте: Артём Дзюба на правом краю прокинул мяч между двух защитников, добежал до лицевой линии, откуда сделал передачу на Торбинского, не промахнувшегося с пяти метров. Этот же дуэт на 52-й минуте едва не организовал второй гол в ворота «Крыльев» после розыгрыша углового. Самарцы имели призрачные шансы отыграться, поскольку практически не шли в атаку. Только на 60-й минуте у них была неплохая возможность, когда в течение примерно полминуты потрепали нервы спартаковцам перепасовкой в штрафной, но до удара дело не дошло.
| 22 апреля, 2007 +7°C | \| Спартак М \| 1:0 (1:0) (видеоотчёт) \| Крылья Советов \| \| Торбинский, 8' \| Голы \| \| | Стадион: Лужники, Москва Зрителей: 14 000 Судья: Николай Иванов |
| · Спартак М: Плетикоса, Шоава, Жедер, Сабитов, Штранцль, Йиранек, Ребко (Ковач, 54'), Динеев (Бояринцев, 63'), Торбинский, Прудников, Дзюба · Крылья Советов: Лобос, Бут, Ангбва, Лагиевка, Бранко, Бобёр, Муджири, Ковба (Швецов, 41'), Гаджиев (Шпаков, 78'), Топич (Трифонов, 39'), Медведев · Ковба (КС) 22', Динеев (С) 24', Бобёр (КС) 25', Торбинский (С)84', Бут (КС) 88', Лагиевка (КС) 90+3' |                                                                                             |                                                                 |
| Спартак М | 1:0 (1:0) (видеоотчёт)                                                                      | Крылья Советов                                                  |
| Торбинский, 8' | Голы                                                                                        |                                                                 |

- 25 апреля — спортивный обозреватель Николай Маслянкин лишен аккредитации на домашние матчи команды в сезоне 2007, за статью в которой он резко отзывается о руководстве клуба и обвиняет его в неудачах команды.
- 26 апреля — Президент клуба Александр Барановский извиняется за действия заместителя директора клуба по информационной политике, после прихода которого клуб оказался закрытым для прессы. Игроки отказывались от общения с журналистами, ссылаясь на запрет от руководства. Сообщения на гостевой книге официального сайта клуба содержащие негативные высказывания стали удаляться.

Вскоре стало известно, что аккредитация Маслянкина а восстановлена, но к Владиславу Шестакову никаких санкций применено не было и он остался на занимаемой должности.
«Крылья Советов» не смогли пройти лицензирование футбольных клубов на участие в матчах, проводимых под эгидой УЕФА в 2007—2008 годах
- 29 апреля — 7 тур Чемпионата России по футболу 2007 «Крылья Советов» — «Амкар»

В начале первого тайма гости создали единственный опасный момент, когда после удара Дуймовича мяч попал в перекладину.
Остальное время «Амкар» прессинговал по всему полю, хорошо контролировал мяч, но создать острых голевых моментов больше не смог.
Во втором тайме «Крылья» немного выровняли игру и стали создавать опасные моменты у ворот гостей
«Амкар» остро контратаковал. В конце матча самарцы всей командой пошли в атаку.
Когда 1 минута добавленного к основному времени подходила к концу, Колобаев назначил штрафной в центре поля.
Бобер сделал навес в штрафную, где Бранко протолкнул мяч в ворота.
| 29 апреля, 2007 16.00 | \| Крылья Советов \| 1:0 (0:0) \| Амкар \| \| Бранко, 90+2' \| Голы \| \| | Стадион: Металлург, Самара Зрителей: 9 000 Судья: Александр Колобаев |
| · Крылья Советов: Лобос, Лагиевка, Битоков (Муджири, 37'), Бранко, Бут, Ангбва, Бобёр, Трифонов (Ковба, 79'), Швецов, Медведев, Шевченко (Шпаков, 71') · Амкар: Левенец, Сираков, Белоруков, Черенчиков, Попов, Пеев, Кобенко (Гришин, 78'), Дринчич, Дуймович, Волков, Савин · Ангбва (КС) 54' |                                                                           |                                                                      |
| Крылья Советов | 1:0 (0:0)                                                                 | Амкар                                                                |
| Бранко, 90+2' | Голы                                                                      |                                                                      |

## Май
- 6 мая — 8 тур Чемпионата России по футболу 2007 «Зенит» — «Крылья Советов» 1:1

На 18 минуте судья назначает пенальти за фол Хагена против Медведева. Пробить решается Муджири, но мяч после его удара попадает в штангу.
На 26 минуте Медведев убежал от Хагена, Малафеев сбил самарского нападающего и получил красную карточку.
На 35 минуте Трифонов получил вторую жёлтую карточку (первую карточку он получил за удар по мячу после свистка несколькими минутами раньше).
На 38 минуте Захаров не засчитал гол Зенита забитый после фола Шкртела.
На 54 минуте матча Бранко забил гол.
На 68 минуте Ангбва сфолил в штрафной против Погребняка, который и забил назначенный пенальти.
В последние пятнадцать минут Зенит усилил натиск и создал несколько возможностей для взятия ворот.
| 6 мая, 2007 14.00 | \| Зенит \| 1:1 (0:0) \| Крылья Советов \| \| Погребняк, 68' (с пен.) \| Голы \| Бранко, 54' \| | Стадион: Петровский, Санкт-Петербург Зрителей: 20 500 Судья: Игорь Захаров |
| · Незабитый пенальти: Муджири (КС) 18' (штанга) · Зенит: Малафеев, Шкртел, Чжин, Хаген, Радимов, Ширл (Чонтофальски, 29'), Зырянов, Риксен (Денисов, 66'), Тимощук, Погребняк, Аршавин · Крылья Советов: Лобос, Лагиевка, Бранко, Бут, Ангбва, Трифонов, Ковба, Гаджиев (Сквернюк, 82'), Муджири (Бобёр, 71'), Швецов, Медведев (Шевченко, 89') · Хаген (З) 33', Чжин (З) 62', Бранко (КС) 74', Гаджиев (КС) 81' · Малафеев (З) 26' · Трифонов (КС) 31', 36' |                                                                                                 |                                                                            |
| Зенит | 1:1 (0:0)                                                                                       | Крылья Советов                                                             |
| Погребняк, 68' (с пен.) | Голы                                                                                            | Бранко, 54'                                                                |

- 12 мая — 9 тур Чемпионата России по футболу 2007 «Крылья Советов» — «Луч-Энергия» 3:0

| 12 мая, 2007 16.00 | \| Крылья Советов \| 3:0 (2:0) \| Луч-Энергия \| \| Медведев, 17' Муджири, 37' Швецов, 55' \| Голы \| \| | Стадион: Металлург, Самара Зрителей: 9 000 Судья: Юрий Баскаков |
| · Крылья Советов: Макаров, Бранко, Бут, Ангбва, Лагиевка, Швецов, Бобёр (Шевченко, 82), Муджири (Леилтон, 78), Ковба, Сквернюк (Топич, 75), Медведев · Луч-Энергия: Чех, Лобов, Д. Н. Смирнов, Штанюк, Новкович (Шешуков, 46'), Б. Аджинджал, Д. А. Смирнов, Р. Аджинджал, Иванов, Астафьев (Базаев, 46'), Тихоновецкий (Мельников, 59') · Тихоновецкий (Л-Э) 45', Лобов (Л-Э) 52' | |                                                                 |
| Крылья Советов | 3:0 (2:0)                                                                                                | Луч-Энергия                                                     |
| Медведев, 17' Муджири, 37' Швецов, 55' | Голы |                                                                 |

- 15 мая 2007 — Махач Гаджиев получил приглашение в молодёжную сборную команду России, которая проведет учебно-тренировочный сбор с 29 мая по 6 июня в ОПК «Бор» и УТС с 1 по 4 июня в Словакии для участия в товарищеском матче со сборной командой Словакии 2 июня в городе Прешов.
- 16 мая 2007 — Денис Ковба получил приглашение в национальную сборную Беларуси, для подготовке к отборочным матчам ЧЕ-2008 с Болгарией.
- 16 мая 2007 — стадион «Металлург» успешно прошёл проверку РФПЛ и был допущен к проведению матчей Премьер-лиги в 2007 году.
- 17 мая 2007 — Бенуа Ангбва получил приглашение в национальную сборную Камеруна на матч отборочного этапа Кубка Африки 2008 со сборной Либерии.
- 18 мая 2007 — Давид Муджири получил приглашение в сборную Грузии для участия в отборочных матчах ЧЕ-2008.
- 18 мая 2007 — Суад Филекович получил приглашение в сборную Словении для участия в отборочных матчах ЧЕ-2008.
- 20 мая 2007 — 10 тур Чемпионата России по футболу 2007 «Томь» — «Крылья Советов»

В первом тайме «Крылья Советов» не создали ни одного опасного момента.
Футболисты «Томи» постоянно атаковали, на 14 минуте Скобляков отдал пас Сердюкову, который пробил под перекладину, но Макаров смог достать мяч.
Уже в добавленном к первому тайму времени смогли открыть счёт, Скобляков хорошо обработал мяч в штрафной и пробил в дальний угол.
Во втором тайме «Томь» уступила инициативу гостям, но отвечала опасными контратаками. Самое интересное началось в конце тайма.
На 79 минуте Бут из центра поля сделал передачу в штрафную.
Хомутовский вышел из ворот достаточно далеко, но Топич оказался у мяча раньше и смог головой отправить мяч в ворота.
Ничья не устраивала хозяев и они пошли в атаку, но на второй добавленной минуте пропустили ещё гол.
Вратарь «Томи» Хомутовский неудачно выронил мяч после углового, Сквернюк с 15 метров добил мяч.
Томь пошла вперед и уже на 5 добавленной минуте Ангбва сыграл в штрафной рукой.
Судья без колебаний назначил пенальти. Пробить взялся Булыга в прошлом сезоне игравший за «Крылья».
Удар получился сильным, но неточным. а через несколько секунд прозвучал финальный свисток.
| 20 мая, 2007 | \| Томь \| 1:2 (1:0) \| Крылья Советов \| \| Скобляков, 45' \| Голы \| Топич, 79' Сквернюк, 90' \| | Стадион: Труд, Томск Зрителей: 14000 Судья: Николаев |
| Незабитый пенальти: Булыга (Т) 90' · Томь: Хомутовский, Бугаев, Катынсус, Вейич, Климов, Янотовский (Киселев, 90'), Скобляков, Мичков, Кульчий (Младенов, 87'), Сердюков (Ширко, 78'), Булыга · Крылья Советов: Макаров, Лагиевка, Бранко, Бут, Ангбва, Бобер (Шевченко, 81'), Ковба, Муджири (Топич, 77'), Швецов (Леилтон, 72'), Медведев, Сквернюк · Бобер(КС)45'(грубая игра), Янотовский(Т)58'(грубая игра) | |                                                      |
| Томь | 1:2 (1:0)                                                                                          | Крылья Советов                                       |
| Скобляков, 45' | Голы                                                                                               | Топич, 79' Сквернюк, 90'                             |

- 22 мая — по результатам жеребьевки Крылья Советов в рамках 1/16 Кубка России 2007/08 сыграют с победителем пары «Алнас» (Альметьевск) — «КАМАЗ» (Набережные Челны). Первую встречу Крылья проведут 27 июня в гостях.
- 26 мая — 11 тур Чемпионата России по футболу 2007 «Крылья Советов» — Динамо 3:2

Матч получился тяжелым, но интересным. В первом тайме активно действовали нападающие гостей Сисеру и Данни, их хорошая игра вынуждала ошибаться самарскую защиту. На 3 минуте Сисеру из выгодного положения не попал в ворота. «Крылья» ответили несколькими навесами в штрафную. Во второй половине тайма игра обострилась. Сначала, после штрафного исполненного самарцами защитники «Динамо» с трудом выбили мяч из штрафной. Позже «Динамо» упустило несколько моментов. Семшов после паса Сисеру пробил мимо ворот. На 34 минуте Сисеру пробил головой мимо ворот, а на 37 минуте тот же Сисеру имел отличный шанс открыть счёт после выхода один на один с Макаровым, но промахнулся.
В конце первого тайма Муджири пробил с линии штрафной, вратарь москвичей Шунин отбил мяч, первым на подборе был Медведев, который пробил мимо вратаря точно в сетку и сделал счёт 1:0.
Почти сразу после перерыва самарцы забили второй мяч, Топич пробил под перекладину.
«Динамо» захватило инициативу, Комбаров несколько раз прорвался по правому флангу.
На 63 минуте Кобаров ворвался в штрафную и упал около Бранко, судья назначил пенальти, который точно исполнил Колодин. Через три минуты ситуация повторилась. Комбаров упал в борьбе с Бранко, судья назначил пенальти, Колодин пробил в тот же угол, Макаров угадал направление удара, но не дотянулся до мяча. К концу матча «Крылья Советов» начали чаще атаковать. На 84 минуте Бут вывел самарцев вперед после углового исполненного Лейлтоном. В оставшееся время «Динамо» сравнять счёт не смогло.
«Крылья» вышли на второе место в турнирной таблице чемпионата России по футболу, обогнав «Зенит» и московский «Спартак» по разнице забитых и пропущенных мячей.
| 26 мая, 2007 16.00 | \| Крылья Советов \| 3:2 (1:0) \| Динамо \| \| Медведев, 42' Топич, 48' Бут, 84' \| Голы \| Колодин, 63', 67' (оба − с пен.) \| | Стадион: Металлург, Самара Зрителей: 17 000 Судья: Юрий Ключников |
| · Крылья Советов: Макаров, Лагиевка, Бранко, Бут, Ангбва, Ковба, Муджири (Леилтон, 80'), Швецов, Медведев, Сквернюк (Шевченко, 80'), Топич (Гаджиев, 61') · Динамо:Шунин, Фернандес, Гранат (Танасиевич, 84'), Климавичюс, Колодин, Семшов, Комбаров К., Хохлов, Комбаров Д., Данни, Сисеро, (Пименов, 58') · Фернандес (Д) 10', Климавичюс (Д) 22', Гранат (Д) 80', Швецов (КС) 82', Бут (КС) 84' | |                                                                   |
| Крылья Советов | 3:2 (1:0) | Динамо                                                            |
| Медведев, 42' Топич, 48' Бут, 84' | Голы | Колодин, 63', 67' (оба − с пен.)                                  |

## Июнь
- 9 июня — 12 тур Чемпионата России по футболу 2007 «Крылья Советов» — «Кубань»

| 9 июня, 2007 | \| Крылья Советов \| 2:3 (0:0) \| Кубань \| \| Топич, 47' Муджири, 52' (с пен.) \| Голы \| Иванов, 57', 88' (с пен.) Рикардо Байано, 74' \| | Стадион: Металлург, Самара Зрителей: 16 500 Судья: Владислав Безбородов |
| Крылья Советов: Макаров, Лагиевка, Бранко, Бут, Ангбва, Ковба, Муджири, Швецов (Гаджиев, 69'), Медведев, Сквернюк (Леилтон, 86'), Топич (Бобер, 58') · Кубань: Габулов, Орехов, Ушенин, Засеев, Ленгиел, Лайзанс, Тлисов, Калешин, Чочиев (Рикардо, 53'), Иванов, Асильдаров (Лебедев, 46') · Калешин(К)(35', симуляция), Ленгиел(К)(52', неспортивное поведение), Лайзанс(К)(68', грубая игра) | |                                                                         |
| Крылья Советов | 2:3 (0:0) | Кубань                                                                  |
| Топич, 47' Муджири, 52' (с пен.) | Голы | Иванов, 57', 88' (с пен.) Рикардо Байано, 74'                           |

- 16 июня — 13 тур Чемпионата России по футболу 2007 «Рубин» — «Крылья Советов»

| 16 июня, 2007 18:30 MSKS | \| Рубин \| 1:0 (1:0) \| Крылья Советов \| \| Рязанцев, 42' \| Голы \| \| | Стадион: Центральный, Казань Зрителей: 12 500 Судья: Александр Колобаев |
| · Рубин: Колинько, Гильмуллин, Голяткин, Габриэл, Федоров, Аюпов, Рязанцев, Будылин, Васильев (Нобоа, 79'), Гацкан, Байрамов (Яркин, 75') · Крылья Советов: Макаров, Ангбва, Бут, Лонгевка, Бранко, Ковба (Будников, 70'), Бобёр, Медведев, Сквернюк, Муджири (Леилтон, 78'), Шевченко (Шпаков, 86') · Бранко (КС) 19', Рязанцев (Р) 58', Гильмуллин (Р) 88', Яркин (Р) 90' |                                                                           |                                                                         |
| Рубин | 1:0 (1:0)                                                                 | Крылья Советов                                                          |
| Рязанцев, 42' | Голы                                                                      |                                                                         |

- 24 июня — 14 тур Чемпионата России по футболу 2007 «Крылья Советов» — ЦСКА

| 24 июня, 2007 14:00 MSKS | \| Крылья Советов \| 1:0 (1:0) отчёт \| ЦСКА \| \| Муджири, 29' \| Голы \| \| | Стадион: Металлург, Самара Зрителей: 22 000 Судья: Сергей Тимофеев |
| · Крылья Советов: Макаров, Ангбва, Бут, Лонгевка, Бранко, Ковба, Бобер, Сквернюк (Леилтон, 76'), Муджири (Шпаков, 83'), Медведев, Топич (Филекович, 90'+). Гл. тренер: Оборин · ЦСКА: Мандрыкин, Шемберас, Игнашевич, А.Березуцкий, В.Березуцкий, Рамон (Горелов, 63'), Рахимич, Эркин (Гусев, 46'), Алдонин, Жирков, Красич (Бурмистров, 8'). Гл. тренер: Газзаев · Рахимич (Ц) 63', Алдонин (Ц) 67' |                                                                               |                                                                    |
| Крылья Советов | 1:0 (1:0) отчёт                                                               | ЦСКА                                                               |
| Муджири, 29' | Голы                                                                          |                                                                    |

- 27 июня — 1/16 Кубка России по футболу 2007—2008 «КАМАЗ» — «Крылья Советов»

Тренер «Крыльев Советов» Сергей Оборин решил выставить на игру второй состав команды и игроков дубля, фактически отказавшись от дальнейшего участия в Кубке России дающего возможность за 5 побед попасть в Кубок УЕФА. Из игроков основного состава в заявке присутствовал лишь Антон Бобер, но тренер не выпустил его. В добавленное к первому тайму времени Завалий, получив пас от Игнатьева, вышел один на один и пробил мимо Лобоса. Обе команды могли забить, игроки «КАМАЗа» несколько раз выходили один на один с Лобосом, а самарцы опасно били по воротам. После игры Оборин остался доволен проигрышем.[нейтральность?]
| 27 июня, 2007 18.00 | \| КАМАЗ \| 1:0 (1:0) \| Крылья Советов \| \| Завалий, 45+1 \| Голы \| \| | Стадион: КАМАЗ , Набережные Челны Зрителей: 9300 Судья: Дорошенко (Ейск) |
| · КАМАЗ: Захарчук, Темрюков, Рытов, Сидяев, Зураев, Комков, Тодорович, Зеба (Петрович, 46), Игнатьев, Романенко (Оганян, 46), Завалий (Грубешич, 68) · Крылья Советов: Лобос, Засеев, Будников, Черненко, Филекович, Шпаков (Васильев, 77), Цой, Леилтон, Трифонов, Шевченко, Гаджиев · Засеев , 29' (КС), Цой 56'(КС), Оганян, 60' (К), Гаджиев, 75' (КС) |                                                                           |                                                                          |
| КАМАЗ | 1:0 (1:0)                                                                 | Крылья Советов                                                           |
| Завалий, 45+1 | Голы                                                                      |                                                                          |

- 30 июня — 15 тур Чемпионата России по футболу 2007 «Локомотив» — «Крылья Советов»

К этому матчу «Локомотив» подошёл с четырьмя поражениями подряд (3 игры чемпионата и одна в 1/16 Кубка России) ещё одна неудача москвичей скорее всего могла стать роковой для Анатолия Фёдоровича. После первого тайма казалось, что участь Бышовца решена, дважды Якупович в первой половине вынужден был доставать мяч из сетки. Один раз после удара Сержа Бранко с линии штрафной в девятку, второй раз после несогласованных действий Билялетдинова и Асатиани: Динияр делал пас назад, но вышло слишком слабо, так что Марко Топич завладел мячом, Асатиани догнал его и отобрал мяч, но почему-то не стал выносить с целью разрядить обстановку, в результате самарцы вновь обрели мяч и втроём вышли на беззащитного вратаря. Обстановка складывалась критическая, требовались решительные меры, однако на второй тайм железнодорожники вышли в том же составе. Стоит сказать, что весь матч «Локомотив» так и отыграл без замен. Трудно было ожидать от «Локомотива» какого-либо преображения, но оно состоялось. Прекрасно провёл вторую половину Бранислав Иванович, для начала на 50-й минуте отличившийся сам, хотя он был мало причастен к этому голу: просто защитник самарцев Бут неудачно вынес мяч, попав в ногу серба, от которой мимо не ждавшего рикошета Макарова снаряд закатился в ворота. Фланговая подача на 63-й минуте вылилась в назначение одиннадцатиметрового — судья ошибочно назначил пенальти в ворота «Крыльев». Спустя четыре минуты подачу Ивановича превосходным ударом с лёта замкнул Билилетдинов. Тут же Сычев совершил явное нарушение и должен был получить вторую жёлтую карточку, но судья Гончар предпочел показать карточку самарцу Буту, для которого она стала второй и он покинул поле.
До конца встречи «Локомотив» забил «Крыльям Советам» игравшим в меньшинстве ещё дважды, доведя счёт до крупного (пятый гол был также забит с прострела Ивановича), а «Крылья» проигрывают уже вторую игру в сезоне, ведя в два мяча и упускают возможность войти в тройку по итогам первого круга.
Руководство «Крыльев» подало жалобу на судейство Гончара и экспертно-судейская комиссия РФС признала необоснованным назначение пенальти в ворота «Крыльев» на 63 минуте, ошибкой было неудаление Сычева во втором тайме, спровоцировавшее Бута на разговоры с судьёй.
В 10 играх которые судил Гончар Локомотив ни разу не проиграл (6 побед, 4 ничьи).
| 30 июня, 2007 18.30 | \| Локомотив \| 5:2 (0:2) \| Крылья Советов \| \| Иванович, 51' Сычёв, 63' (с пен.) Билялетдинов, 67' Траоре, 70' Самедов, 90+2' \| Голы \| Бранко, 25' Медведев, 45+1' \| | Стадион: Локомотив, Москва Зрителей: 11 720 Судья: Александр Гончар (Сочи) |
| · Локомотив: Якупович, Иванович, Фининьо, Асатиани, Гуренко, Ефимов, Концедалов, Самедов, Билилетдинов, Сычёв, Траоре · Крылья Советов: Макаров, Лагиевка, Бранко, Бут, Ангбва, Бобёр, Ковба (Будников, 72'), Муджири (Шевченко, 82'), Медведев, Сквернюк (Леилтон, 64'), Топич · Сычёв (Л) 42', Сквернюк (КС) 50', Лагиевка (КС) 65', Асатиани (Л) 85' · Бут (КС) 23', 68' | |                                                                            |
| Локомотив | 5:2 (0:2) | Крылья Советов                                                             |
| Иванович, 51' Сычёв, 63' (с пен.) Билялетдинов, 67' Траоре, 70' Самедов, 90+2' | Голы | Бранко, 25' Медведев, 45+1'                                                |

## Июль
- 15 июля — 16 тур Чемпионата России по футболу 2007 «Крылья Советов» — «Спартак» (Нальчик)

| 15 июля, 2007 16.30 | \| Крылья Советов \| 1:2(0:0) \| Спартак(Н) \| \| Бобер, 78' \| Голы \| Джудович, 80' Амисулашвили, 83' \| | Стадион: Металлург, Самара Зрителей: 21000 Судья: Алексей Николаев (Москва) |
| · КС:Макаров, Лагиевка, Бранко, Филекович, Ангбва, Бобер (Шевченко, 82'), Ковба, Муджири (Леилтон, 62'), Медведев (Швецов, 53'), Сквернюк, Топич · Спартак (Н): Радич, Ятченко, Филатов, Джудович, Амисулашвили, Гвазав, Самсонов, Пилипчук (Шумейко, 90'), Файзулин (Узденов, 80'), Машуков, Рикардо · Макаров, 82'(КС) | |                                                                             |
| Крылья Советов | 1:2(0:0)                                                                                                   | Спартак(Н)                                                                  |
| Бобер, 78' | Голы | Джудович, 80' Амисулашвили, 83'                                             |

- 21 июля — 17 тур Чемпионата России по футболу 2007 ФК «Москва» — «Крылья Советов»

| 21 июля 2007 18.30 MSKS | \| Москва \| 3:1 (1:1) отчёт \| Крылья Советов \| \| Адамов, 6' (с пен.), 64' Барриентос, 84' \| Голы \| Трифонов, 2' \| | Стадион: Ст. им. Эдуарда Стрельцова, Москва Зрителей: 3 500 Судья: Дорошенко (Ейск) |
| · Москва: Жевнов, Барриентос (Крунич, 90'), Йоп, Епуряну, Кузьмин, Стойка, Семак, Иванов, Быстров (Голышев, 87'), Голубов (Чижек, 39'), Адамов. Гл. тренер: Слуцкий · Крылья Советов: Макаров, Ангбва, Бут, Лагиевка, Бранко (Филекович, 76'), Бобёр (Муджири, 72'), Ковба, Медведев, Трифонов (Леилтон, 65'), Шевченко, Топич. Гл. тренер: Оборин · Йоп (М) 43', Муджири (КС) 80'. | |                                                                                     |
| Москва | 3:1 (1:1) отчёт | Крылья Советов                                                                      |
| Адамов, 6' (с пен.), 64' Барриентос, 84' | Голы | Трифонов, 2'                                                                        |

- 29 июля — 18 тур Чемпионата России по футболу 2007 «Крылья Советов» — «Сатурн»

| 29 июля 2007 18:00 MSKS | \| Крылья Советов \| 0:1 (0:1) протокол \| Сатурн \| \| \| Голы \| Шилла, 33' \| | Стадион: Металлург, Самара Зрителей: 16 000 Судья: А. Ковалёв (Тамбов) |
| · Крылья Советов: Лобос, Бут, Ангбва, Будников, Бранко, Муджири (Шевченко, 39'; Гаджиев, 80'), Калешин, Леилтон (Трифонов, 65'), Медведев, Топич, Бобер. Гл. тренер: Оборин · Сатурн: Кински, Нахушев, Шилла, Дюрица, Петраш, Чеснаускис (Еременко, 90'+2'), Лоськов, Лебеденко (Кириченко, 76'), Гьян (Немов, 46'), Каряка, Игонин. Гл. тренер: Гаджиев · Топич (К) 44', Чеснаускис (С) 51', Медведев (К) 54', Нахушев (С) 62', Кински (С) 78', Каряка (С) 90+'. |                                                                                  |                                                                        |
| Крылья Советов | 0:1 (0:1) протокол                                                               | Сатурн                                                                 |
| | Голы                                                                             | Шилла, 33'                                                             |

## Август
- 4 августа — 19 тур Чемпионата России по футболу 2007 «Ростов» — «Крылья Советов»

| 4 августа, 2007 19:00 MSKS | \| Ростов \| 1:1 (0:0) отчёт \| Крылья Советов \| \| Бузникин, 74' \| Голы \| Бобер, 64' (пен.) \| | Стадион: Олимп-2, Ростов-на-Дону Зрителей: 7 000 Судья: А. Резников (Ярославль) |
| · Ростов: Герус, Горак, Крушчич, Вьештица, Омельянчук, Могилевский (Калашников, 59'), Данцев (Гарбуз, 65'), Калачев, Осинов, Пошкус, Бузникин. Гл. тренер: Долматов · Крылья Советов: Лобос, Лагиевка, Бранко, Бут, Ангбва, Бобер, Ковба, Калешин, Медведев, Сквернюк (Леилтон, 62), Топич (Шпаков, 90'). Гл. тренер: Оборин · Горак (Р) 28', Могилевский (Р) 30', Бут (К) 32', Ангбва (К) 61' | |                                                                                 |
| Ростов | 1:1 (0:0) отчёт                                                                                    | Крылья Советов                                                                  |
| Бузникин, 74' | Голы                                                                                               | Бобер, 64' (пен.)                                                               |

- 11 августа — 20 тур Чемпионата России по футболу 2007 «Крылья Советов» — «Спартак» (Москва)

Гол Романа Павлюченко на 39-й минуте матча стал 10000-м в чемпионатах России по футболу.
| 11 августа 2007 17:00 MSKS | \| Крылья Советов \| 0:2 (0:2) отчёт \| Спартак М \| \| \| Голы \| Баженов, 27' Павлюченко, 39' \| | Стадион: Металлург, Самара Зрителей: 22 000 Судья: А. Гвардис (Калининград) |
| · Крылья Советов: Лобос, Ангбва, Бранко (Ковба, 52'), Лагиевка, Будников, Бобёр, Эскобар Родригес, Калешин, Топич (Васильев, 71'), Медведев, Сквернюк (Кинтеро Вильальба, 57') · Спартак М: Плетикоса, Шоава, Шишкин, Дедура, Торбинский (Калиниченко, 82'), Бояринцев (Быстров, 84'), Моцарт, Ковач, Титов, Баженов (Веллитон, 75'), Павлюченко · Бранко (КС) 50', Торбинский (С) 63' | |                                                                             |
| Крылья Советов | 0:2 (0:2) отчёт                                                                                    | Спартак М                                                                   |
| | Голы                                                                                               | Баженов, 27' Павлюченко, 39'                                                |

- 18 августа — 21 тур Чемпионата России по футболу 2007 «Амкар» — «Крылья Советов»

| 18 августа, 2007 16:00 MSKS | \| Амкар \| 4:1 (2:1) отчёт \| Крылья Советов \| \| Лаврик, 14' Кушев, 28', 81' Пеев, 70' \| Голы \| Бобер, 31' (пен.) \| | Стадион: Звезда, Пермь Зрителей: 16 300 Судья: А. Евстигнеев (Королёв) |
| · Амкар: Левенец, Гаал, Белоруков, Попов, Сираков, Гришин (Кобенко, 55'), Дуймович, Лаврик, Пеев (Дринчич, 79'), Кушев, Сикимич (Ахметзянов, 66'). Гл. тренер: Рахимов · Крылья Советов: Макаров, Филекович, Лагиевка, Бут, Ангбва, Эскобар (Кинтеро, 67'), Бобёр, Швецов (Ковба, 54'), Сквернюк (Муджири, 46'), Топич, Медведев. Гл. тренер: Тарханов · Сираков (А) 6', Кушев (А) 22', Швецов (КС) 26', Ангбва (КС) 33', Бут (КС) 35', Топич (КС) 40' | |                                                                        |
| Амкар | 4:1 (2:1) отчёт | Крылья Советов                                                         |
| Лаврик, 14' Кушев, 28', 81' Пеев, 70' | Голы | Бобер, 31' (пен.)                                                      |

- 25 августа — 22 тур Чемпионата России по футболу 2007 «Крылья Советов» — «Зенит»

| 25 августа, 2007 18:30 MSKS | \| Крылья Советов \| 1:3 (1:2) протокол \| Зенит \| \| Бобер, 12' \| Голы \| Зырянов, 24' Аршавин, 37' Погребняк, 68' \| | Стадион: Металлург, Самара Зрителей: 17 000 Судья: А. Сергеев (Москва) |
| · Крылья Советов: Лобос, Бранко, Бут, Лонгевка, Калешин, Эскобар, Бобер, Сквернюк (Леилтон, 90+'), Муджири (Топич, 67'), Кузнецов, Кинтеро (Медведев, 90+'). Гл. тренер: Тарханов · Зенит: Чонтофальски, Хаген, Зырянов, Анюков, Ким Дон Чжин, Ломбертс, Домингес (Крижанац, 78'), Погребняк (Денисов, 90+'), Тимощук, Аршавин (Максимов, 90+'), Ширл. Гл. тренер: Адвокат · Калешин (КС) 6', Аршавин ('З) 30', Муджири (КС) 34', Анюков (З) 35', Ким Дон Чжин (З) 57', Ломбертс (З) 62', Бобер (КС) 71', Топич (КС) 77'. · Бранко (КС) 77', Хаген (КС) 77'. | |                                                                        |
| Крылья Советов | 1:3 (1:2) протокол | Зенит                                                                  |
| Бобер, 12' | Голы | Зырянов, 24' Аршавин, 37' Погребняк, 68'                               |

## Сентябрь
- 1 сентября — 23 тур Чемпионата России по футболу 2007 «Луч-Энергия» — «Крылья Советов»

«Крылья Советов» впервые набирает очки во Владивостоке, в предыдущих двух матчах чемпионатов России «Луч» побеждал с разницей в один мяч (1993 — 1:0; 2006 — 3:2). После этого матча продлились безвыигрышные серии команд в чемпионате — для «Крыльев» 9 игр без побед (=2-7, 7-19), для «Луча» 7 (=3-4, 4-10)
| 1 сентября, 2007 12:00 MSKS | \| Луч-Энергия \| 0:0 (0:0) протокол \| Крылья Советов \| | Стадион: Динамо, Владивосток Зрителей: 9 800 Судья: И. Егоров (Нижний Новгород) |
| · Луч-Энергия: М.Чех, Семочко, Д.Н.Смирнов, Штанюк, Скворцов, Ланько (Стрелков, 43'), Шешуков, Б.Аджинджал, Р.Аджинджал (Гвазава, 80'), Г.Базаев, Тихоновецкий (Стоянович, 76'). Гл. тренер: Павлов · Крылья Советов: Лобос, Ангбва, Бут, Лагиевка (Швецов, 80'), Калешин, Сквернюк (Леилтон, 74'), Эскобар, Кузнецов, Бобёр, Ковба, Кинтеро (Медведев, 60'). Гл. тренер: Тарханов · Бобёр (КС) 28', Тихоновецкий (Л-Э) 28', Лагиевка (КС) 58', Семочко (Л-Э) 68', Скворцов (Л-Э) 80' |                                                           |                                                                                 |
| Луч-Энергия | 0:0 (0:0) протокол                                        | Крылья Советов                                                                  |

- 23 сентября — 24 тур Чемпионата России по футболу 2007 «Крылья Советов» — «Томь»

| 23 сентября, 2007 16:00 MSKS | \| Крылья Советов \| 1:1 (0:1) протокол \| Томь \| \| Муджири, 62' (пен.) \| Голы \| Мазнов, 10' \| | Стадион: Металлург, Самара Зрителей: 15 000 Судья: Ю. Ключников (Ростов-на-Дону) |
| · Крылья Советов: Лобос, Бранко, Бут, Калешин (Ангбва, 46'), Сквернюк, Эскобар, Кузнецов, Ковба, Кинтеро (Топич, 85'), Муджири, Медведев (Васильев, 60'). Гл. тренер: Тарханов · Томь: Рыжиков, Мостовой, Мичков, Евсиков, Катынсус, Скобляков, Кульчий (Тарасов, 81'), Радосавлевич, Климов (Строев, 63'), Архипов, Мазнов (Сердюков, 87'). Гл. тренер: Петраков · Медведев (КС) 36', Радосавлевич (Т) 40', Бут (КС) 80', Рыжиков (Т) 89', Ангбва (КС) 90+' · Мичков (Т) 5', 44' | |                                                                                  |
| Крылья Советов | 1:1 (0:1) протокол                                                                                  | Томь                                                                             |
| Муджири, 62' (пен.) | Голы                                                                                                | Мазнов, 10'                                                                      |

- 30 сентября — 25 тур Чемпионата России по футболу 2007 «Динамо» — «Крылья Советов»

| 30 сентября, 2007 17:45 MSKS | \| Динамо \| 1:1 (1:1) протокол \| Крылья Советов \| \| Колодин, 5' \| Голы \| Муджири, 14' \| | Стадион: Динамо, Москва Зрителей: 7 500 Судья: С. Сухина (Малаховка) |
| Динамо                       | 1:1 (1:1) протокол                                                                             | Крылья Советов                                                       |
| Колодин, 5'                  | Голы                                                                                           | Муджири, 14'                                                         |

## Октябрь
- 6 октября — 26 тур Чемпионата России по футболу 2007 «Кубань» — «Крылья Советов»

| 6 октября, 2007 20:00 MSKS | \| Кубань \| 3:2 (1:1) протокол \| Крылья Советов \| \| Тлисов, 41' Кузьмичёв, 64' Петков, 68' (пен) \| Голы \| Топич, 22' Медведев, 90' \| | Стадион: Кубань, Краснодар Зрителей: 18 000 Судья: Ю. Баскаков (Москва) |
| · Кубань: Габулов, Зайцев (Джефтон, 27'), Петков, Лангиел, Берберович, Лайзанс (Рикардо Байяно, 63'), Тлисов, Топчу, Зуев (Кузьмичёв, 60'), В. Калешин, Окодува. И.о. гл. тренера: Назаренко · Крылья Советов: Лобос, Е. Калешин, Бранко, Лагиевка, Бут, Ковба, Муджири (Кинтеро, 67'), Кузнецов (Сквернюк, 45'), Эскобар, Бобер, Топич (Медведев, 73'). Гл. тренер: Тарханов · Бранко (КС) 8', Ленгиел (Куб) 42', Бут (КС) 47', Е. Калешин (КС) 83', Кинтеро (КС) 90+' | |                                                                         |
| Кубань | 3:2 (1:1) протокол | Крылья Советов                                                          |
| Тлисов, 41' Кузьмичёв, 64' Петков, 68' (пен) | Голы | Топич, 22' Медведев, 90'                                                |

- 21 октября — 27 тур Чемпионата России по футболу 2007 «Крылья Советов» — «Рубин»

| 21 октября, 2007                           | \| Крылья Советов \| 3:0 (1:0) протокол \| Рубин \| \| Топич, 40' Бут, 79' Кинтеро Вильальба, 87' \| Голы \| \| | Стадион: Металлург, Самара Зрителей: 19 000 Судья: Сухина |
| Крылья Советов                             | 3:0 (1:0) протокол                                                                                              | Рубин                                                     |
| Топич, 40' Бут, 79' Кинтеро Вильальба, 87' | Голы |                                                           |

- 28 октября — 28 тур Чемпионата России по футболу 2007 ЦСКА — «Крылья Советов»

| 28 октября, 2007 16:00 MSK | \| ЦСКА \| 4:2 (3:0) протокол \| Крылья Советов \| \| Ратиньо, 6' Жо, 29', 39' (пен.) Жирков, 57' \| Голы \| Муджири, 51' Лагиевка, 67' \| | Стадион: Динамо, Москва Зрителей: 8 200 Судья: А. Гвардис (Калининград) |
| · ЦСКА: Помазан, В. Березуцкий, Таранов (Рамон, 77'), Григорьев, Алдонин, Рахимич, Красич, Жирков (Джанер, 88'), Эдуардо Ратиньо, Карвальо (Мамаев, 61'), Жо. Гл. тренер: Газзаев · Крылья Советов: Лобос, Лагиевка, Бут, Бранко, Калешин (Муджири, 43'), Ковба, Эскобар (Кинтеро, 69'), С. Кузнецов (Медведев, 67'), Бобер, Сквернюк, Топич. Гл. тренер: Тарханов · Бранко (КС) 40', Медведев (КС) 87', Бобер (КС) 87', Ратиньо (Ц) 90+' | |                                                                         |
| СМИ: Спорт-Экспресс / Советский спорт — нет / Самарский футбол / Еврофутбол.ру / Газета.ру / На Куличках / Чемпионат.ру / Soccer.ру | |                                                                         |
| ЦСКА | 4:2 (3:0) протокол | Крылья Советов                                                          |
| Ратиньо, 6' Жо, 29', 39' (пен.) Жирков, 57' | Голы | Муджири, 51' Лагиевка, 67'                                              |

## Ноябрь
- 3 ноября — 29 тур Чемпионата России по футболу 2007 «Крылья Советов» — «Локомотив»

Победа в матче гарантировала «Крыльям» сохранение прописки в Премьер-лиге, «Локомотив», потерял шансы принять участие в кубке УЕФА, и его игроки не были столь мотивированы перед игрой. Несмотря на это первыми забили гости. На 29-й минуте, после подачи углового, Родолфо скинул мяч назад на Спахича, который мощным ударом поразил ворота Лобоса. На 50-й минуте Кузнецов пробил по воротам,
Поляков отбил мяч на набегавшего Топича, который сравнял счёт. На 68-й минуте Билялетдинов ворвался в штрафную площадь, где упал. Арбитр показал на одиннадцатиметровую отметку. Одемвингие пробил в левый нижний угол ворот, но Лобос угадал направление удара и спас свою команду. Через несколько минут после навеса с фланга последовала передача назад и набежавший Муджири мощно пробил по воротам, Поляков с ударом не справился и счёт стал 2:1. За удар прямой ногой Билялетдинов получил красную карточку в концовке матча. Через несколько минут Топич получил передачу от Трифонова и в упор расстрелял ворота Полякова. Счет стал 3:1.
«Крылья Советов» поднялись на тринадцатое место и оторвались от находящейся на предпоследнем месте «Кубани» на три очка, а благодаря большему количеству побед, независимо от результатов последнего тура гарантировали себе место в Премьер-лиге.
| 3 ноября, 2007 14:00 MSK | \| Крылья Советов \| 3:1 (0:1) протокол \| Локомотив \| \| Топич, 50', 90' Муджири, 75' \| Голы \| Спахич, 29' \| | Стадион: Металлург, Самара Зрителей: 18 000 Судья: Э. Малый (Волгоград) |
| · Крылья Советов: Лобос, Лагиевка, Бранко, Бут, Эскобар (Кинтеро, 71'), Бобер, Ковба, Муджири (Трифонов, 82'), Кузнецов (Медведев, 71'), Сквернюк, Топич. Гл. тренер: Тарханов · Локомотив: Поляков, Родолфо, Спахич (Самедов, 78'), Иванович, Сенников, Асатиани, Гуренко, Маминов (Кочиш, 60'), Билялетдинов, Одемвингие (Траоре, 85'), Сычёв. Гл. тренер: Бышовец · Муджири (КС) 32', Асатиани (Л) 57', Топич (КС) 90+', Гуренко (Л) 90+' · Билялетдинов (Л) 88' · Нереализованный пенальти: Одемвингие (Л) 66' (вратарь) | |                                                                         |
| СМИ: Спорт-Экспресс / Советский спорт (1), (2) / Еврофутбол.ру / Газета.ру / На Куличках / Чемпионат.ру | |                                                                         |
| Крылья Советов | 3:1 (0:1) протокол                                                                                                | Локомотив                                                               |
| Топич, 50', 90' Муджири, 75' | Голы | Спахич, 29'                                                             |

- 9 ноября — Бенуа Ангбва, чей контракт с «Крыльями Советов» истекает по завершении сезона, принял решение вернуться во Францию.

Самара навсегда останется у меня в памяти. Я играл в хороший футбол, у меня появилось здесь много друзей, да и вообще я чувствовал себя в России вполне комфортно. Не буду скрывать, что это решение далось мне нелегко. Но я должен думать о развитии своей карьеры, а во Франции все же проще привлечь к себе внимание селекционеров ведущих клубов Европы. От всей души желаю «Крыльям Советов» и их замечательным болельщикам всего наилучшего.
— сказал футболист официальному сайту «Крыльев» .
- 11 ноября — 30 тур Чемпионата России по футболу 2007 «Химки» — «Крылья Советов»

| 11 ноября, 2007 14:00 MSK | \| Химки \| 4:1 (2:0) протокол \| Крылья Советов \| \| Широков 21', 89' Антипенко, 27' Евстафьев, 50' \| Голы \| Муджири, 60' (с пен.) \| | Стадион: Родина, Химки Зрителей: Судья: В. Безбородов (Санкт-Петербург) |
| · Химки: Березовский, Головатенко, Тривунович, Степанов, Йованович (Орлов, 85'), Дроздов, Тихонов, Широков, Евстафьев (Самусиовас, 61'), Антипенко, Мрджа · Крылья Советов: Лобос, Лагиевка, Бранко, Ботельо (Эскобар, 56'), Бут, Бобер, Ковба, Муджири, Кузнецов (Медведев, 46'), Сквернюк, Топич (Кинтеро, 54'). Гл. тренер: Тарханов · Йованович (Х) 18', Муджири(КС) 20', Бут (КС) 74', Сквернюк (КС) 81', Бранко (КС) 83' · Нереализованный пенальти: Тихонов (Х) 75' (вратарь) | |                                                                         |
| СМИ: На Куличках / Чемпионат.ру | |                                                                         |
| Химки | 4:1 (2:0) протокол | Крылья Советов                                                          |
| Широков 21', 89' Антипенко, 27' Евстафьев, 50' | Голы | Муджири, 60' (с пен.)                                                   |

- 14 ноября — состоялось очередное заседание контрольно-дисциплинарного комитета РФС, который вынес предупреждение ФК «Химки» за неподобающее поведение болельщиков. Запись игры показала, что во время матча 11 ноября группа болельщиков подмосковного клуба систематически скандировала расистские оскорбления в адрес защитника «Крыльев» Сержа Бранко. За неподобающую реакцию Сержа Бранко на действия подмосковных болельщиков клубу «Крылья Советов» вынесено предупреждение.
- 15 ноября — Марко Топич дал интервью телепрограмме «Южная трибуна», в котором рассказал что после игры со «Спартаком» к нему подошёл бывший спортивный директор клуба Авалу Шамханов, уволенный в 2006 году, и посоветовал ему перейти в «Кубань». По словам Топича вместе с Шамхановым к нему подходил «мафиози», они угрожали ему физической расправой, если он не согласиться сменить клуб .

Пресс-служба ФК «Крылья Советов» выразила недоумение по поводу интервью бывшего футболиста. 
- 18 ноября — Алексей Сквернюк вышел на замену в середине второго тайма в матче отборочного турнира ЧЕ-2008 Албания — Беларусь 4:2.
- 22 ноября — Алексей Сквернюк отыграл весь матч отборочного турнира ЧЕ-2008 Беларусь — Нидерланды 2:1
- 27 ноября — губернатор представил Леонида Слуцкого как нового главного тренера команды, однако подписать контракт он сможет после передачи корпорации «Ростехнологии»